# 28e régiment d'infanterie coloniale mixte sénégalais
Le 28e régiment d'infanterie coloniale mixte sénégalais (28e RICMS) est une unité des troupes coloniales françaises, formées de tirailleurs sénégalais. Il combat en juin 1940 pendant la bataille de France.

## Historique
Le régiment est formé au camp de Rivesaltes le 5 juin 1940. Commandé par le colonel Lupy, il est destiné à rejoindre une future 9e division d'infanterie coloniale, qui ne sera finalement pas créée en 1940.
Le régiment part en train pour le Cher le 16 juin. Il combat sur le Cher à partir du 18, puis sur la Creuse. Il est rattaché à la 28e division d'infanterie, moins le IIIe bataillon à la 238e division légère d'infanterie. Il est dissout à la suite de l'armistice et n'existe plus le 25 juin. Ses éléments terminent la guerre au Grand Bourg.
Le régiment est cité par le général Besson.

## Personnalité ayant servi au régiment
- Henri Rol-Tanguy, armurier à la compagnie hors-rang, cité à l'ordre du régiment[3]